# Politique extérieure de la France sous la monarchie de Juillet
La politique extérieure de la France sous la monarchie de Juillet de 1830 à 1840 est dominée par deux éléments principaux : un nouveau système d'alliances marqué par le rapprochement avec le Royaume-Uni au sein de l'« entente cordiale » et la conquête de l'Algérie, dans le cadre d'une politique qui vise avant tout à garder la France en paix avec ses voisins européens, résumée par le mot de Casimir Perier : « la paix sans qu'il en coûte rien à l'honneur ».

## La reconnaissance du nouveau régime par les puissances étrangères
La révolution de 1830 en France a vivement inquiété les puissances européennes, qui redoutent une réédition du retour de Napoléon Ier de l'île d'Elbe en 1815. Cette crainte ressoude l'Europe des rois face au danger d'une France républicaine belliqueuse et avide de revanche, d'autant que les républicains, peu nombreux mais bruyants, font du tapage autour de leur volonté affichée de venger l'humiliation de Waterloo En réalité, la France est, en 1830, incapable de soutenir une guerre contre les puissances européennes. La crise économique a éprouvé les finances et l'armée n'est pas en état de se battre : les meilleurs éléments ont été envoyés en Grèce et en Algérie, et la révolution a semé l'indiscipline dans les rangs.
Au fond, comme Thiers l'avait fait valoir à Madame Adélaïde le 30 juillet 1830 (V. Trois glorieuses), les puissances étrangères ne pouvaient manquer de voir dans la nouvelle monarchie le moyen d'éviter la république, et s'accommoder d'une agitation qui, en divisant la France, ne ferait que l'affaiblir, pour autant qu'elle restât cantonnée à l'intérieur et ne se propageât pas à ses voisins. On peut même penser que, pour les puissances, qui avaient fini par être agacées de la liberté de manœuvre de Charles X, l'accession au trône de Louis-Philippe, gêné par une légitimité incertaine et soucieux avant tout de la paix avec ses voisins pour consolider sa position intérieure, était un véritable soulagement. D'ailleurs, comme le relève Guy Antonetti : « les souverains européens ont fait semblant de regretter Charles X, mais ils ont reconnu Louis-Philippe ! »
À peine installé sur le trône, le premier objectif de Louis-Philippe Ier est d'obtenir que les puissances étrangères reconnaissent la monarchie de Juillet. Avant d'entreprendre des démarches officielles, il doit toutefois attendre que Charles X et sa famille aient quitté le territoire français. Dès qu'il en a confirmation, le 19 août, le roi écrit à tous les monarques de l'Europe des lettres qu'il leur fait porter par des émissaires personnels (maréchaux et généraux). Ces lettres justifient le changement de régime et notifient officiellement le commencement du nouveau règne. Elles présentent les Trois Glorieuses comme « une catastrophe qu'on aurait voulu éviter » et affirment que le roi « gémi[t] des malheurs de la branche aînée de sa famille ». Louis-Philippe proteste que « sa seule ambition aurait été de les prévenir et de rester dans le rang où la Providence l'avait placé », mais fait valoir qu'il a dû se dévouer pour sauver la France de l'anarchie.
- Excédé par Charles X, le Royaume-Uni fait bon accueil à la nouvelle monarchie, d'autant que le duc d'Orléans, très anglophile, n'a cessé, entre 1800 et 1814, de défendre les intérêts du Royaume-Uni. Aussi, avant même de recevoir la lettre de Louis-Philippe, le ministre des Affaires étrangères de Guillaume IV, lord Aberdeen, prévient Metternich que le Royaume-Uni sera neutre vis-à-vis des changements politiques intervenus en France, pour autant que la France reste calme. Dès le 31 août, l'ambassadeur britannique, Charles Stuart remet ses lettres de créance à Louis-Philippe et, le 3 septembre, le conseil des ministres désigne Talleyrand comme ambassadeur à Londres. La neutralité du Royaume-Uni, qui signifie la rupture de l'unité de la Sainte-Alliance, est la meilleure garantie de la non-ingérence des puissances dans les affaires de France.
- En Autriche, l'empereur François Ier déclare à l'envoyé de Louis-Philippe, qu'il reçoit le 27 août, et qui lui confirme que le nouveau régime respectera tous les traités, même ceux de 1815, et ne réclamera aucun agrandissement territorial, « qu'il abhorre ce qui vient de se passer en France » et « que l'ordre de choses actuel ne peut durer », mais qu'il ne peut envisager de « favoriser l'anarchie » et reconnaîtra donc la monarchie de Juillet, ce qu'il fait le 5 septembre. Son ambassadeur, le comte Apponyi, présente ses lettres de créance à Louis-Philippe le 24 octobre[7].
- En Prusse, le roi Frédéric-Guillaume III calque sa conduite sur celle de l'empereur d'Autriche et reconnaît le nouveau régime sans faire de difficultés. De la même manière, la monarchie de Juillet obtient aisément la reconnaissance du roi d'Espagne, Ferdinand VII, dont l'ambassadeur présente ses lettres de créance le 13 octobre, du roi de Sardaigne, Charles-Félix, et du roi de Danemark, Frédéric VI.
- L'empereur de Russie, Nicolas Ier, se montre en revanche, sur la forme, d'une insolence caractérisée, alors même que son ambassadeur à Paris, Pozzo di Borgo, a soutenu la révolution de Juillet et poussé la solution orléaniste. Parvenu lui-même au trône dans des circonstances suspectes, Nicolas Ier est d'autant plus sourcilleux sur le chapitre de la légitimité. S'il reconnaît le gouvernement de Louis-Philippe, la lettre qu'il lui adresse lui refuse implicitement la qualité souveraine[8]. Les relations entre les deux cours se normaliseront dès 1831, à la suite de la nomination comme ambassadeur à Saint-Pétersbourg du duc de Mortemart, très en cour auprès de Nicolas Ier, qui lève alors l'interdiction qu'il avait faite à ses sujets de voyager en France. Elles resteront toutefois exemptes de toute cordialité[9].
- Au Portugal, l'usurpateur dom Miguel[10] feint d'ignorer le nouveau régime. Prenant prétexte de poursuites judiciaires considérées comme injustes à l'égard de deux ressortissants français, la France envoie l'escadre de l'amiral Roussin qui, après avoir lancé un ultimatum aux Portugais le 8 juillet 1831, force le 11 les passes du Tage, pourtant réputées infranchissables, met le siège devant Lisbonne et contraint le Portugal à accepter, le 14, toutes les conditions de la France. Moins de deux ans plus tard, en juillet 1833, le frère de dom Miguel, dom Pedro, appuyé par la flotte britannique, dépose l'usurpateur[11] et institue un nouveau régime d'inspiration libérale, aussitôt reconnu par Paris et Londres.
- Le seul souverain européen à refuser obstinément de recevoir l'envoyé du roi des Français est le duc de Modène, François IV, attitude d'hostilité d'autant plus remarquée que la grand-mère maternelle de Louis-Philippe, la duchesse de Penthièvre, était née Marie Thérèse Félicité d'Este-Modène et que par sa mère, Marie-Béatrice d'Este, duchesse de Modène, lui-même descendait de la princesse Charlotte-Aglaé d'Orléans, fille du Régent[12]. Le duché de Modène ne reconnaîtra jamais la monarchie de Juillet, et c'est d'ailleurs une princesse de Modène qu'épousera en 1846 le prétendant légitimiste, le « comte de Chambord ».

Ainsi, à la fin du mois d'octobre 1830, Louis-Philippe est parvenu à faire reconnaître la monarchie de Juillet par l'ensemble des puissances européennes en s'engageant à respecter les frontières tracées par les traités de 1815 et en se présentant comme un rempart contre l'« anarchie » en France.

## La monarchie de Juillet face aux troubles en Europe
L'Europe des rois n'a reconnu la monarchie de Juillet que parce qu'elle y a vu un rempart contre la menace républicaine en France ainsi que contre toute tentation d'exporter l'esprit révolutionnaire en Europe. La bienveillance des puissances étrangères vis-à-vis du nouveau régime est donc subordonnée à ces deux conditions. Or, très rapidement, des troubles en Belgique, en Pologne et en Italie créent un contexte périlleux pour la jeune monarchie.

### La question de la Belgique
Occupés par les armées révolutionnaires en 1794 et annexés en 1795, les départements réunis, connus sous le nom de provinces belgique, sont retirés de la France en 1814. Le Congrès de Vienne en 1815 les réunit aux anciennes Provinces-Unies au sein d'un royaume des Pays-Bas, sous la souveraineté de la maison de Nassau. Le Royaume-Uni a ensuite financé la construction d'une série de places fortes le long de la frontière française, visant à empêcher toute velléité de reconquête.

#### La révolution belge

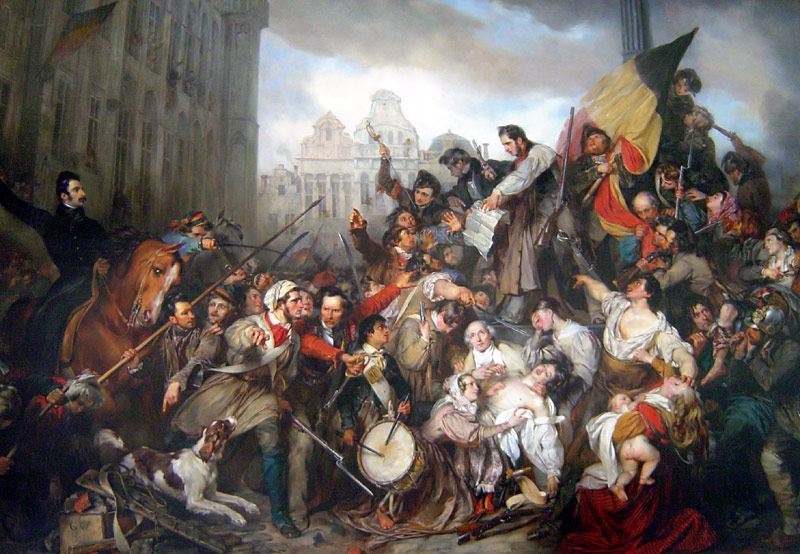
Gustave Wappers, Épisode des journées de Septembre 1830. Bruxelles, Musées royaux des beaux-arts de Belgique.

Les Belges supportent difficilement la domination de Guillaume Ier des Pays-Bas et, dès la fin des années 1820, le pays commence à s'agiter. Le 25 août 1830, le peuple de Bruxelles se soulève et les troupes envoyées par Guillaume Ier pour rétablir l'ordre sont arrêtées par les milices belges le 27 septembre, puis repoussées jusqu'à l'ancienne frontière des Pays-Bas autrichiens. Le 4 octobre, l'indépendance de la Belgique est proclamée à Bruxelles et un gouvernement provisoire est formé, associant les catholiques Félix de Mérode et Emmanuel d'Hoogvorst aux libéraux Alexandre Gendebien et Charles Rogier.
En France, la gauche, nationaliste et revancharde, voit dans les troubles de Belgique l'occasion de reprendre le contrôle de ce que l'opinion tient alors pour une province française perdue. Elle appelle à cor et à cri à une intervention militaire en faveur des insurgés belges : ce parti rassemble des catholiques libéraux, des patriotes comme Armand Carrel, des républicains comme Godefroy Cavaignac, des bonapartistes comme le général Lamarque et la petite bourgeoisie qui se reconnaît dans le parti du mouvement de Laffitte et Thiers.
Le risque est toutefois de provoquer une intervention de la Prusse au soutien du roi des Pays-Bas. En effet, outre que Guillaume Ier est le beau-frère de Frédéric-Guillaume III, la Prusse qui, en 1815, a mis la main sur les territoires  d'outre-Rhin que l'Empire avait annexées (Trèves, Mayence, Cologne, etc.), peut redouter, si elle laisse la France intervenir en Belgique, d'être la prochaine victime du patriotisme revanchard des Français.

#### Une Belgique indépendante et neutre
Pour Louis-Philippe, qui ne fait en cela que suivre la ligne politique définie par Louis XV en 1748, il n'est pas question pour la France de chercher à récupérer la Belgique car une telle expansion territoriale serait inacceptable pour le Royaume-Uni, qui considère comme un dogme de sa politique internationale l'impossibilité de tolérer une souveraineté française sur les bouches de l'Escaut. En rassurant ainsi le Royaume-Uni, Louis-Philippe va chercher à obtenir son appui pour la création d'un État neutre en Belgique, sous la garantie conjointe des puissances européen. « Les Pays-Bas, explique Louis-Philippe à Guizot, ont toujours été la pierre d'achoppement de la paix en Europe : aucune des grandes puissances ne peut, sans inquiétude et sans jalousie, les voir aux mains d'une autre. Qu'ils soient, du consentement général, un État indépendant et neutre ; cet État deviendra la clé de voûte de l'ordre européen ». Cette opération permettrait, accessoirement, à la France de se venger de 1815 en faisant éclater la Sainte-Alliance et en obtenant le démantèlement de la « barrière » fortifiée établie par le Royaume-Uni.

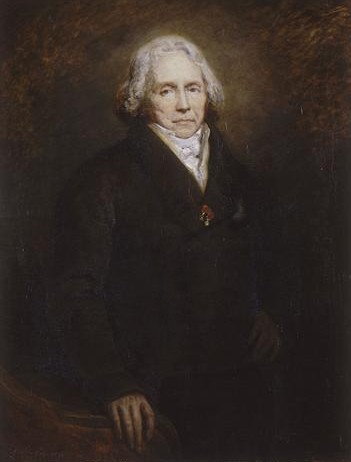
Le prince de Talleyrand. Portrait par Ary Scheffer, 1828. Chantilly, Musée Condé.

Le roi des Français commence par faire savoir à la Prusse et à la Russie que la France n'interviendra pas en Belgique mais qu'elle ne tolérera pas qu'une autre puissance intervienne. Molé le dit à l'ambassadeur de Prusse, Werther, le 31 août et le roi déclare à l'ambassadeur de Russie, Pozzo di Borgo :« Si les Prussiens entrent en Belgique, c'est la guerre, car nous ne le souffrirons pas » : apparaît ainsi le « principe de non-intervention », promis à un bel avenir. Puis, Louis-Philippe charge Talleyrand de proposer au Royaume-Uni la renonciation de la France à la Belgique en échange de la neutralité de celle-ci. Le gouvernement britannique accepte aussitôt et demande que la question de la Belgique soit évoquée par la conférence des cinq puissances (Royaume-Uni, Autriche, Prusse, Russie et France) réunie à Londres pour discuter de l'affaire grecque.
Le gouvernement provisoire belge convoque un Congrès national qui décide, à la fin novembre 1830, que la Belgique sera une monarchie constitutionnelle tout en excluant de la couronne les membres de la maison de Nassau. Or les puissances réunies à Londres avaient envisagé d'installer sur le trône de Belgique le prince d'Orange, fils du roi des Pays-Bas, de manière à ne pas porter une trop grande atteinte aux traités de Vienne de 1815.
Mais le ministère tory de Wellington, très attaché au respect des traités de 1815, est renversé à Londres et remplacé le 22 novembre par un ministère whig présidé par lord Grey et dont le ministre des Affaires étrangères, lord Palmerston, se montre beaucoup plus conciliant ; par ailleurs, l'armée russe est mobilisée par la répression de l'insurrection polonaise, qui éclate le 29 novembre, et ne peut se porter au secours de Guillaume Ier. Palmerston et Talleyrand prennent alors le contrôle de la conférence de Londres qui impose un armistice aux Néerlandais et aux Belges, reconnaît l'indépendance de la Belgique (20 décembre), décide que la Belgique sera un État perpétuellement neutre sous la garantie des puissances, mais attribue au roi des Pays-Bas la totalité du Luxembourg et du Limbourg (20 janvier 1831), ce que les Belges contestent et qui ne tardera pas à rouvrir le conflit.

#### Le trône de Belgique
À compter de la fin décembre 1830, les Belges commencent donc à se chercher un roi. Comme Louis-Philippe le fait observer au maréchal Maison dès le 11 novembre, « la composition du congrès national de Bruxelles est assez analogue à ce qu'il était en 1790 sous Vandernoot et Van Enpen, c'est-à-dire qu'il est composé en grande partie de l'aristocratie et du clergé du pays ». Dès lors, il est peu probable qu'un prince protestant puisse être élu au trône de Belgique.

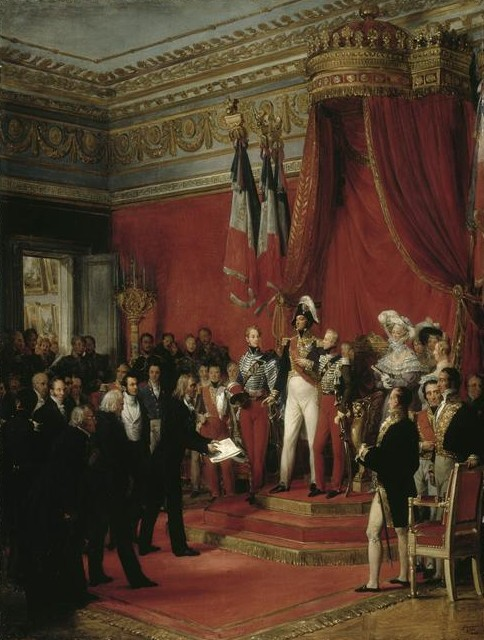
Nicolas Gosse, Le roi Louis-Philippe refuse la couronne offerte par le Congrès belge au duc de Nemours, le 17 février 1831, 1836 – Château de Versailles

Par ailleurs, Louis-Philippe pose en principe qu'il est impossible qu'un prince français ou autrichien devienne roi des Belges : « On croit que les Belges seraient disposés à demander un de mes fils, mais cette idée doit être écartée, et il ne faut pas même la discuter, puisque dans l'état actuel de l'Europe, cette discussion serait dangereuse et ne présenterait aucune chance de succès. On peut en dire autant de tous les archiducs d'Autriche. »
Dès lors, les prétendants possibles sont, en réalité, relativement peu nombreux :
- Le comte Félix de Mérode, membre du gouvernement provisoire belge, est bon catholique, marié à une Française, nièce de La Fayette mais, quoique membre d'une des plus grandes familles de l'aristocratie belge, il n'est pas prince et refuse, pour ce motif, de se porter candidat. Mais il pourrait faire office de régent d'un roi mineur, ou devenir grand-duc héréditaire.
- Auguste de Beauharnais (°1810), duc de Leuchtenberg, fils du prince Eugène de Beauharnais et de la princesse Augusta de Bavière. Sa candidature est soutenue, en France, par les bonapartistes, parmi lesquels le duc de Bassano. Mais Louis-Philippe ne peut accepter de voir s'installer en Belgique la famille de Napoléon, fût-ce sous la forme de ce qu'il appelle dédaigneusement la « beauharnaiserie ».
- Charles-Ferdinand des Deux-Siciles (°1811), prince de Capoue, premier frère du roi Ferdinand II des Deux-Siciles et neveu de la reine Marie-Amélie.
- Le prince Othon de Bavière (°1815), second fils du roi Louis Ier de Bavière. C'est le candidat du Royaume-Uni.
- Le prince Jean de Saxe (°1801), second neveu du roi Antoine Ier de Saxe.
- Ferdinand de Savoie (°1822), duc de Gênes, second fils du prince de Carignan, héritier du roi de Sardaigne, Charles-Félix de Savoie.

Au sein du Congrès national belge, un fort mouvement de sympathie se porte vers le duc de Leuchtenberg. Dès le début de janvier 1831, Louis-Philippe fait savoir aux Belges qu'il ne reconnaîtrait jamais celui-ci pour roi des Belges, qu'il refuse d'envisager que la couronne échoie à son fils, le duc de Nemours, mais qu'il verrait avec plaisir l'élection d'Othon de Bavière à qui il donnerait volontiers l'une de ses filles en mariage. Si le comte de Mérode prend le parti du prince de Bavière, deux autres partis se forment au sein du Congrès, l'un en faveur du duc de Leuchtenberg, l'autre en faveur du duc de Nemours. Le 3 février, sur 191 votants (majorité absolue 96), Nemours a 89 voix, Leuchtenberg 67 et l'archiduc Charles Louis d'Autriche 35. Au second tour, sur 192 votants (majorité absolue 97), Nemours a 97 voix, Leuchtenberg 74 et l'archiduc 21. Recueillant tout juste la majorité absolue, le duc de Nemours – qu'on appelle aussitôt à Paris le « chou de Bruxelles » – est proclamé roi.
Alors qu'une délégation du Congrès national belge se met en route pour Paris pour notifier officiellement ce résultat à Louis-Philippe, Talleyrand négocie avec le Royaume-Uni un accord aux termes duquel la France refusera le trône de Belgique pour le duc de Nemours si, en contrepartie, les puissances s'engagent à ne jamais reconnaître le duc de Leuchtenberg si celui-ci venait à être élu. Aux députés belges qui lui rendent visite au Palais-Royal le 17 février 1831, Louis-Philippe peut alors déclarer que son souci de maintenir la paix en Europe et son absence d'ambition dynastique le conduisent à décliner leur offre. Les Belges, après avoir conféré la régence temporaire au président du Congrès national, Surlet de Chokier, se remettent donc en quête d'un roi.

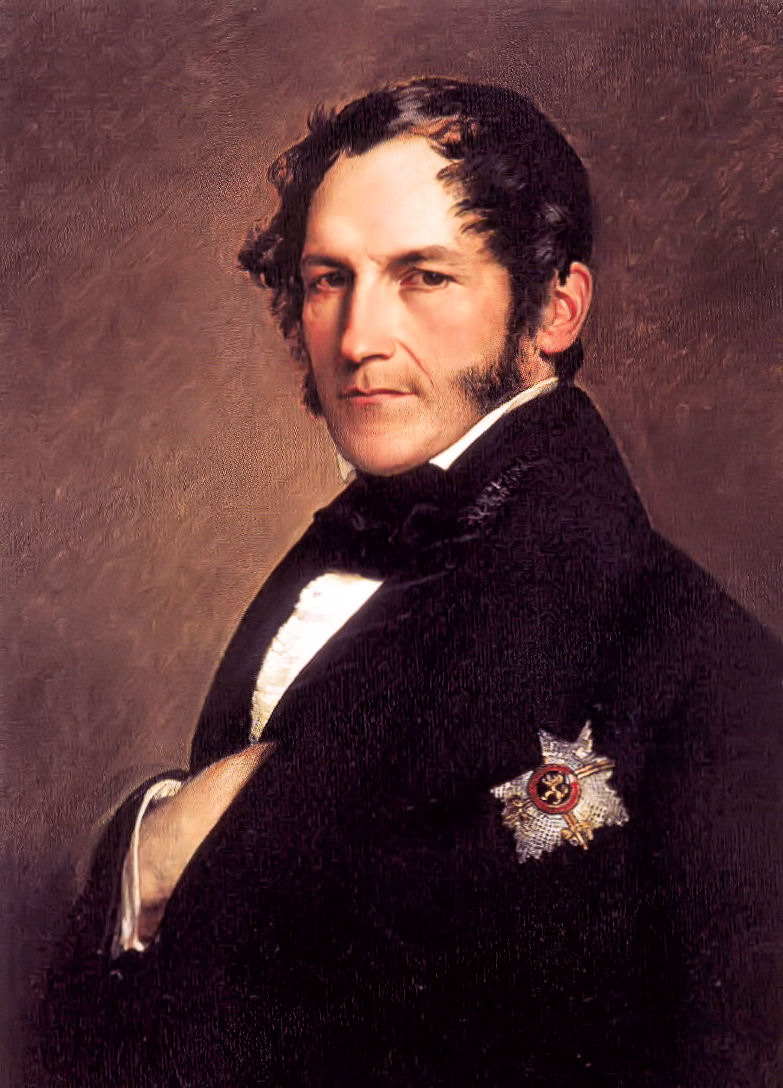
Léopold de Saxe-Cobourg

Les candidatures de Jean de Saxe, Othon de Bavière et Charles-Ferdinand des Deux-Siciles sont donc réexaminées. Officiellement, Louis-Philippe soutient le dernier des trois, qui est un neveu de la reine Marie-Amélie, mais présente le lourd handicap d'être aussi un demi-frère de la duchesse de Berry et, par voie de conséquence, l'oncle du « comte de Chambord ». Au demeurant, ses chances sont minces, car la maison de Bourbon des Deux-Siciles passe pour l'une des plus étroitement réactionnaires d'Europe.
Aucun des prétendants ne semble en position de l'emporter lorsque le Royaume-Uni présente son candidat, le prince Léopold de Saxe-Cobourg, veuf de la princesse Charlotte, fille unique de George IV, et dont une sœur, Victoria, a épousé Édouard-Auguste, duc de Kent et Strathearn, quatrième fils de George III. Bien qu'il éprouve de l'amitié personnelle pour le prince Léopold, qu'il a bien connu lorsqu'il vivait outre-manche, Louis-Philippe ne peut montrer beaucoup d'enthousiasme pour cette candidature soutenue par le Royaume-Uni et par la Sainte Alliance, mais son ambassadeur à Londres, Talleyrand, la soutient en sous-main et conçoit d'emblée le projet d'un mariage de Léopold avec une princesse d'Orléans.
Le 4 juin 1831, le congrès national belge élit le prince Léopold par 152 voix sur 196 votants. Léopold reçoit la délégation belge à Londres et accepte la couronne de Belgique le 9 juillet et est intronisé à Bruxelles le 21 juillet.

#### L'intervention militaire hollandaise

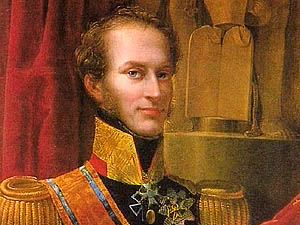
Guillaume Ier des Pays-Bas

Léopold de Saxe-Cobourg a subordonné son acceptation de la couronne de Belgique à la condition que le congrès national reconnaisse les « dix-huit articles » élaborés par la conférence de Londres comme principes d'un règlement des litiges territoriaux entre les Pays-Bas et la Belgique. Ces dix-huit articles, qui prennent pour référence les frontières de 1790, sont plutôt favorables aux prétentions belges sur le Limbourg et le Luxembourg. C'est donc le roi des Pays-Bas, Guillaume Ier, qui rejette les dix-huit articles et, rompant l'armistice le 1er août, envahit la Belgique à partir du 2.
Aussitôt, Léopold demande assistance au Royaume-Uni et à la France. Sans consulter les puissances, en raison de l'urgence, Casimir Perier ordonne immédiatement au maréchal Gérard, qui a pris depuis la mi-juin le commandement de l'armée du Nord, forte de 50 000 hommes, de se porter au secours des Belges. Louis-Philippe envoie ses deux fils aînés, le duc d'Orléans et le duc de Nemours, participer à l'expédition. Dès le 6 août, les troupes françaises sont prêtes à passer la frontière belge, mais le gouvernement belge, pris d'un scrupule, invoque la constitution du royaume, qui exige l'autorisation des chambres pour permettre l'entrée d'une armée étrangère sur le territoire national. Devant la gravité de la situation, le roi Léopold prend sur lui de demander au maréchal Gérard, le 8 août, d'entrer en Belgique. Les Français prennent position dans Bruxelles le 12 et, pour éviter une guerre contre la France, le roi hollandais décide de replier son armée. L'armée française est promptement rappelée dès la mi-septembre, sur l'injonction de la conférence de Londres, qui s'inquiète.

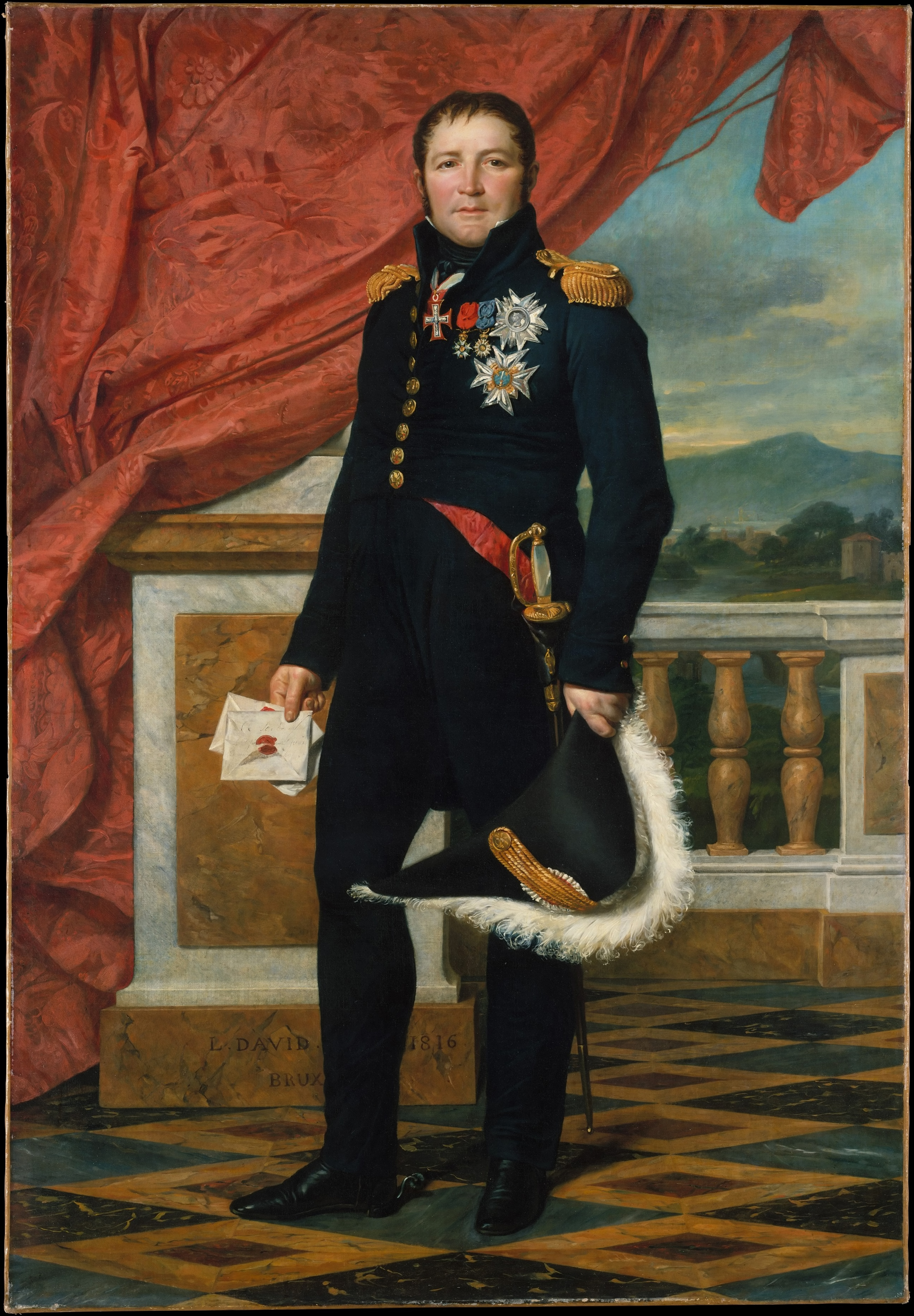
Le maréchal Gérard

Dans cette affaire, la monarchie de Juillet a démontré sa capacité militaire, mais aussi sa bonne foi et son respect des engagements pris. La France avait promis qu'elle ne chercherait pas à reconquérir les territoires perdus en 1815 et elle a tenu parole. En même temps, elle est intervenue militairement pour assurer sa sécurité et son indépendance. Elle obtient ce qu'elle souhaitait : la garantie d'une Belgique libre et neutre et le démantèlement des places fortes. Au plan intérieur, le résultat est très positif pour Louis-Philippe : les patriotes sont ravis et les révolutionnaires peuvent s'enorgueillir d'avoir contribué à « libérer » un peuple asservi en 1815. Enfin, la France parvient à briser l'unité de la Sainte Alliance : avec le Royaume-Uni, elle a créé un troisième État en Belgique, dessinant ainsi une alliance occidentale libérale – France, Royaume-Uni, Belgique – face à des monarchies absolues orientales – Autriche, Prusse, Russie. De ce fait, la France a rompu son isolement en Europe.
À Londres, la conférence élabore le traité des vingt-quatre articles du 15 octobre 1831 qui attribue à la Belgique la partie orientale du Limbourg et du Luxembourg ainsi que les bouches de l'Escaut. Les Belges l'acceptent, quoiqu'à contrecœur, le 15 novembre, tandis que les Pays-Bas le refusent.
Le 14 décembre 1831, les quatre puissances concluent avec la Belgique un accord secret sur les places de sûreté, en tenant la France à l'écart. Louis-Philippe est furieux, mais son ambassadeur à Londres, Talleyrand, le rassure en lui adressant, le 5 janvier 1832, une note des plénipotentiaires qui ont signé l'accord du 14 décembre : « V.M. trouvera exprimées, dans cette note, des motifs pour être complètement rassurée sur la crainte d'un renouvellement de la Sainte Alliance, dont le gouvernement me paraissait un peu trop préoccupé. Quand le Royaume-Uni et la France marchent ensemble dans toutes les grandes questions, et que l'Europe le sait et le voit, il n'y a point de Sainte Alliance possible. » Talleyrand pose ainsi les bases de l’entente cordiale, qui sera le principe cardinal de la politique extérieure de la monarchie de Juillet.

#### L'alliance matrimoniale entre la France et la Belgique

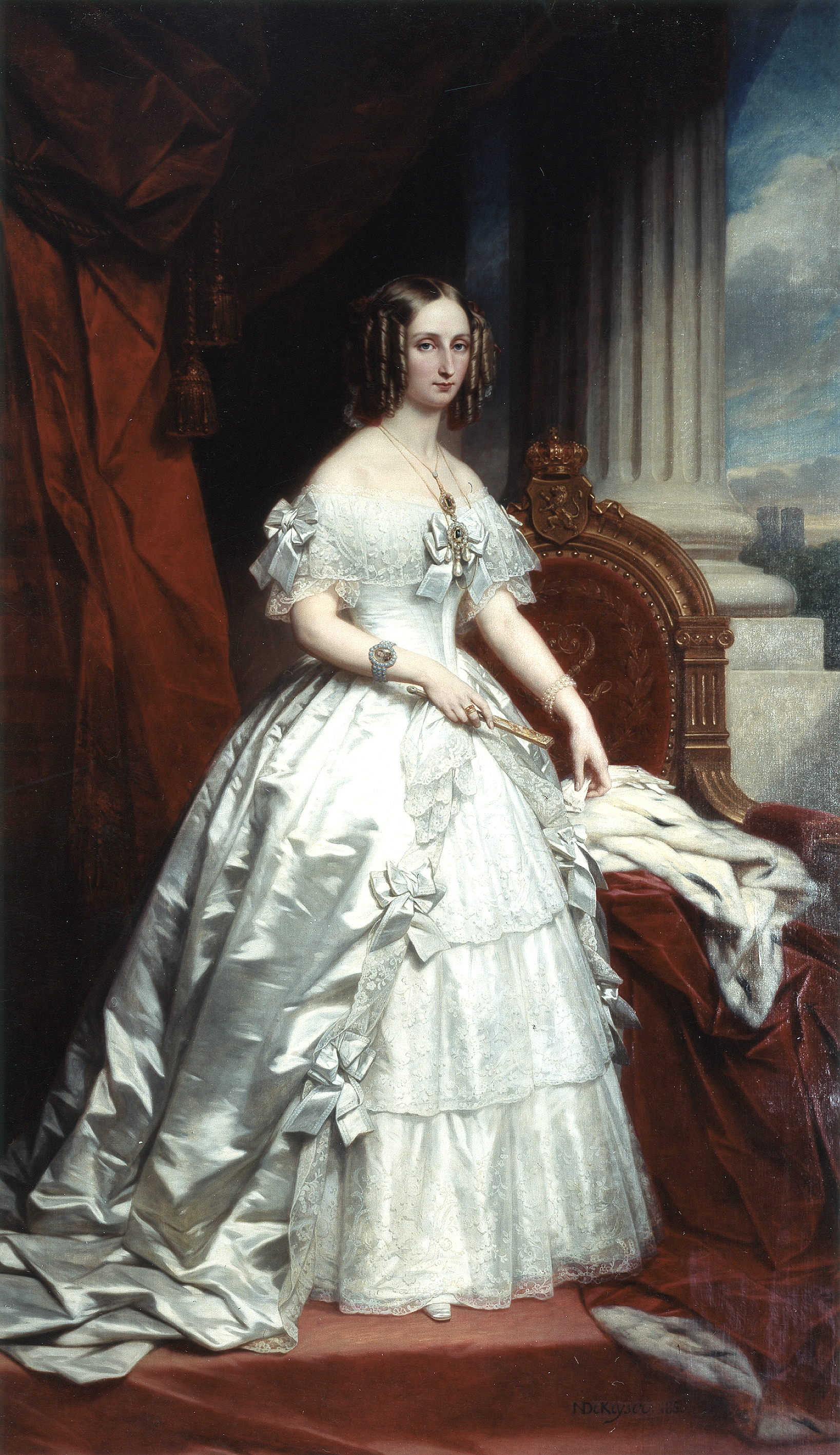
La princesse Louise d'Orléans, première reine des Belges

En 1830, le prince Léopold de Saxe-Cobourg avait sollicité la main d'une fille de Louis-Philippe, mais il avait été éconduit au triple motif de sa situation incertaine, de sa liaison avec une danseuse et de sa confession luthérienne. Ces trois raisons s'évanouissent une fois qu'il accède au trône de Belgique : sa situation est assurée, il a rompu avec sa maîtresse et il s'engage à élever ses enfants dans la foi catholique. Pour Louis-Philippe, un tel mariage constituerait un précédent qui ne pourrait que faciliter l'établissement matrimonial de ses nombreux enfants.
Le roi des Belges rend visite au roi des Français au château de Compiègne entre le 29 mai et le 1er juin 1832. L'entrevue permet d'arrêter les conditions du mariage de Léopold Ier avec la princesse Louise d'Orléans (1812-1850), fille aînée de Louis-Philippe.
La cérémonie est célébrée à Compiègne, le 9 août 1832. Mgr Gallard, évêque de Meaux, bénit le couple royal selon le rite catholique, puis le pasteur Goepp, de la confession d'Augsbourg, renouvelle la bénédiction selon le rite luthérien.
Bien que Louise ait d'abord été réticente vis-à-vis d'une union avec un époux de vingt-deux ans plus âgé qu'elle, le mariage est très heureux. Il contribue à créer des liens solides entre les couronnes de France et de Belgique. Très proche de la cour du Royaume-Uni, oncle de la reine Victoria, Léopold Ier s'entremettra à plusieurs reprises pour resserrer les liens entre la France et le Royaume-Uni, contribuant ainsi à affermir le nouvel équilibre européen fondé sur l’entente cordiale.

#### La prise d'Anvers
Les Pays-Bas, qui refusent d'accepter le traité des vingt-quatre articles du 15 octobre 1831, occupent la place d'Anvers, ce qui conduit la France, soutenue par le Royaume-Uni, à proposer le 1er octobre 1832 à la conférence de Londres de prendre des mesures coercitives à leur égard. Le 22 octobre, Talleyrand et Palmerston signent une convention qui définit les conditions d'une action commune.
Les cours du Nord protestent, la Prusse déplace des troupes le long de la frontière belge, mais la France sait qu'il ne s'agit là que de démonstrations de pure forme.
Les Hollandais persistant dans leur refus d'évacuer Anvers, Léopold Ier demande l'intervention militaire de la France. À Paris, le 14 novembre, le Conseil des ministres délibère sur le point de savoir s'il convient d'entrer en Belgique sans attendre l'accord formel du Royaume-Uni. Le roi, appuyé par Broglie et Thiers, s'y déclare favorable. L'accord du gouvernement britannique parvient d'ailleurs à Paris dans la nuit.
À la tête d'une armée de 70 000 hommes, ayant dans son avant-garde les deux fils aînés de Louis-Philippe, le duc d'Orléans et le duc de Nemours, le maréchal Gérard franchit la frontière belge. Le 19 novembre, l'armée française investit la citadelle d'Anvers, qui capitule le 23 décembre. Aussitôt, Louis-Philippe, fidèle aux engagements qu'il a pris, fait remettre la place aux Belges et ramène ses troupes en France. La monarchie de Juillet s'impose une fois de plus comme un partenaire déterminé et fiable dans le concert européen.

#### Le règlement définitif de la question belge
En mars 1838, le roi des Pays-Bas, Guillaume Ier, décide d'accepter le traité des vingt-quatre articles de 1831. Ceci oblige les Belges à évacuer les parties du Limbourg et du Luxembourg qu'ils occupaient et à rembourser aux Pays-Bas la part de la dette commune mise à leur charge par le traité. À Bruxelles, c'est la consternation.
Sans consulter la France, Palmerston s'entend avec l'Autriche, la Prusse et la Russie pour imposer à la Belgique la stricte exécution du traité de 1831 en mettant Paris devant le fait accompli. Il ne reste plus à Louis-Philippe qu'à convaincre son gendre Léopold qu'il n'a d'autre ressource que de céder, sans paraître lui-même capituler devant la Sainte-Alliance.
Dans cette délicate négociation, le roi des Français parvient à obtenir une réduction de moitié de la dette belge, ce qui permet d'aboutir à un accord le 11 décembre 1838, entériné par le traité du 19 avril 1839 qui solde définitivement la question belge.

### La question de la Pologne

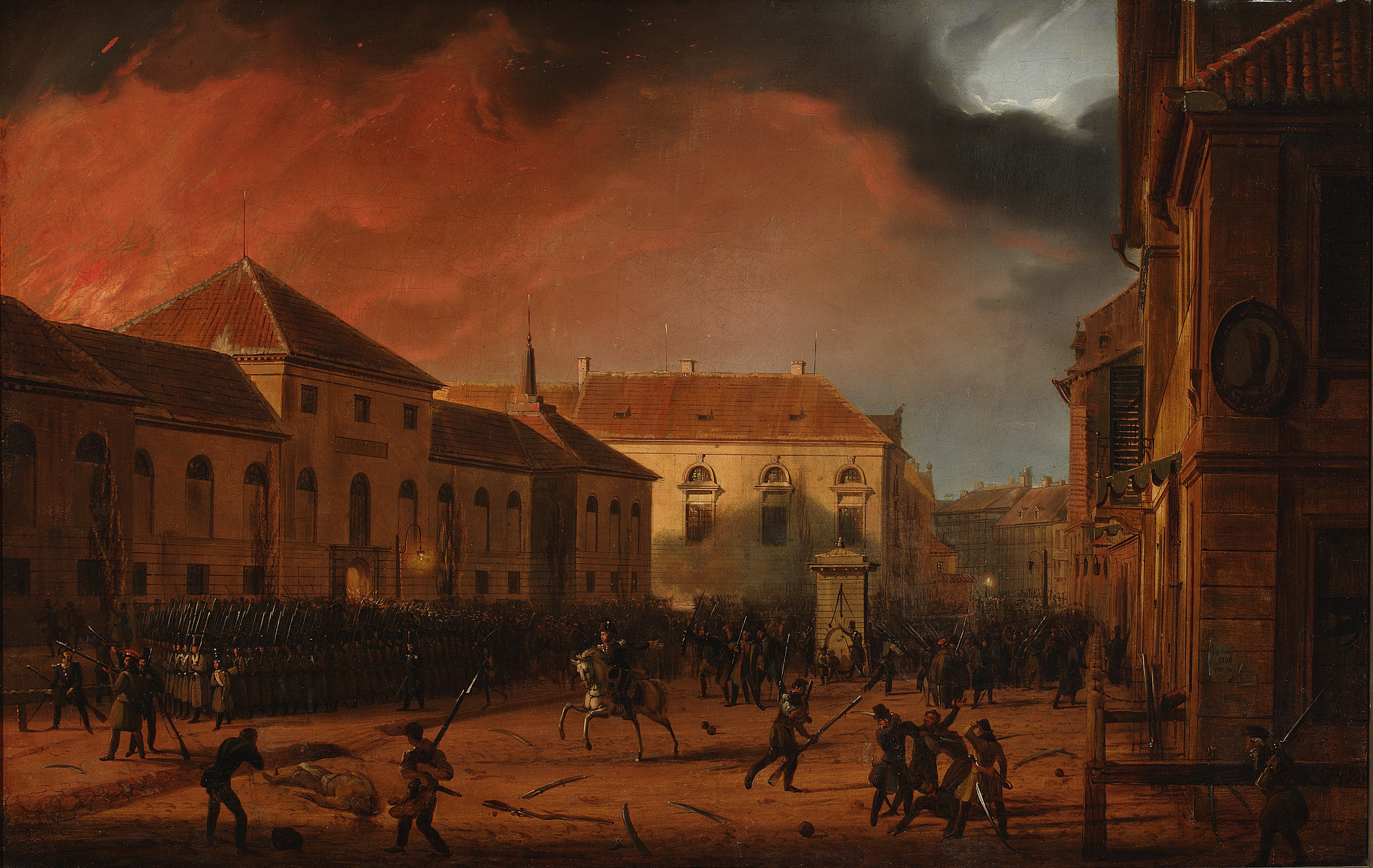
Insurrection polonaise de novembre 1830 : la prise de l'arsenal de Varsovie. Par Marcin Zaleski.

Les relations entre la France et la Pologne sont marquées par une longue tradition d'amitié mais aussi par une incapacité chronique de chacun à venir en aide à l'autre aux heures difficiles. La France n'a pas pu empêcher les partages de la Pologne entre l'Autriche, la Prusse et la Russie à la fin du XVIIIe siècle. L'empereur Nicolas Ier considère la révolution parisienne de 1830 comme une menace contre l'équilibre européen issu du Congrès de Vienne et songe à mener une expédition en France pour restaurer Charles X. Il en est empêché par le soulèvement du Royaume polonais du Congrès contre la Russie, le 29 novembre 1830. L'insurrection polonaise, qui immobilise l'armée russe, suscite une large sympathie en France, du catholique Montalembert au républicain La Fayette. Ce dernier crée un Comité franco-polonais à Paris avec des filiales dans toute la France. Quand la Diète polonaise, en janvier 1831, constitue un gouvernement provisoire présidé par le prince Czartoryski et proclame, le 25 janvier, l'indépendance du pays, l'opposition républicaine française appelle à la guerre pour soutenir les Polonais, avec l'espoir de provoquer du même coup la chute de la royauté en France. Mais Louis-Philippe considère que l'armée française n'est pas en état de soutenir un conflit majeur : elle ne compte que 78 000 hommes dont 40 000 en métropole, le reste étant engagé en Algérie. Lors d'un débat à la Chambre, les 27 et 28 janvier 1831, le ministre des Affaires étrangères Sébastiani déclare que la France, bien qu'elle partage les souffrances de la Pologne, n'est pas en mesure de l'aider et qu'il ne serait pas dans son intérêt de rompre la paix de l'Europe.
Louis-Philippe, qui n'a aucune intention de se mêler des affaires polonaises, a décidé d'envoyer à Saint-Pétersbourg, dès le mois de décembre 1830, l'ancien ambassadeur de Charles X en Russie, le duc de Mortemart, bien vu de Nicolas Ier, qui est chargé de rassurer le tsar sur les intentions de la monarchie de Juillet. Traversant la Pologne en janvier 1831, Mortemart rencontre des émissaires polonais à qui il ne peut qu'expliquer qu'ils ne doivent pas compter sur une intervention militaire française.

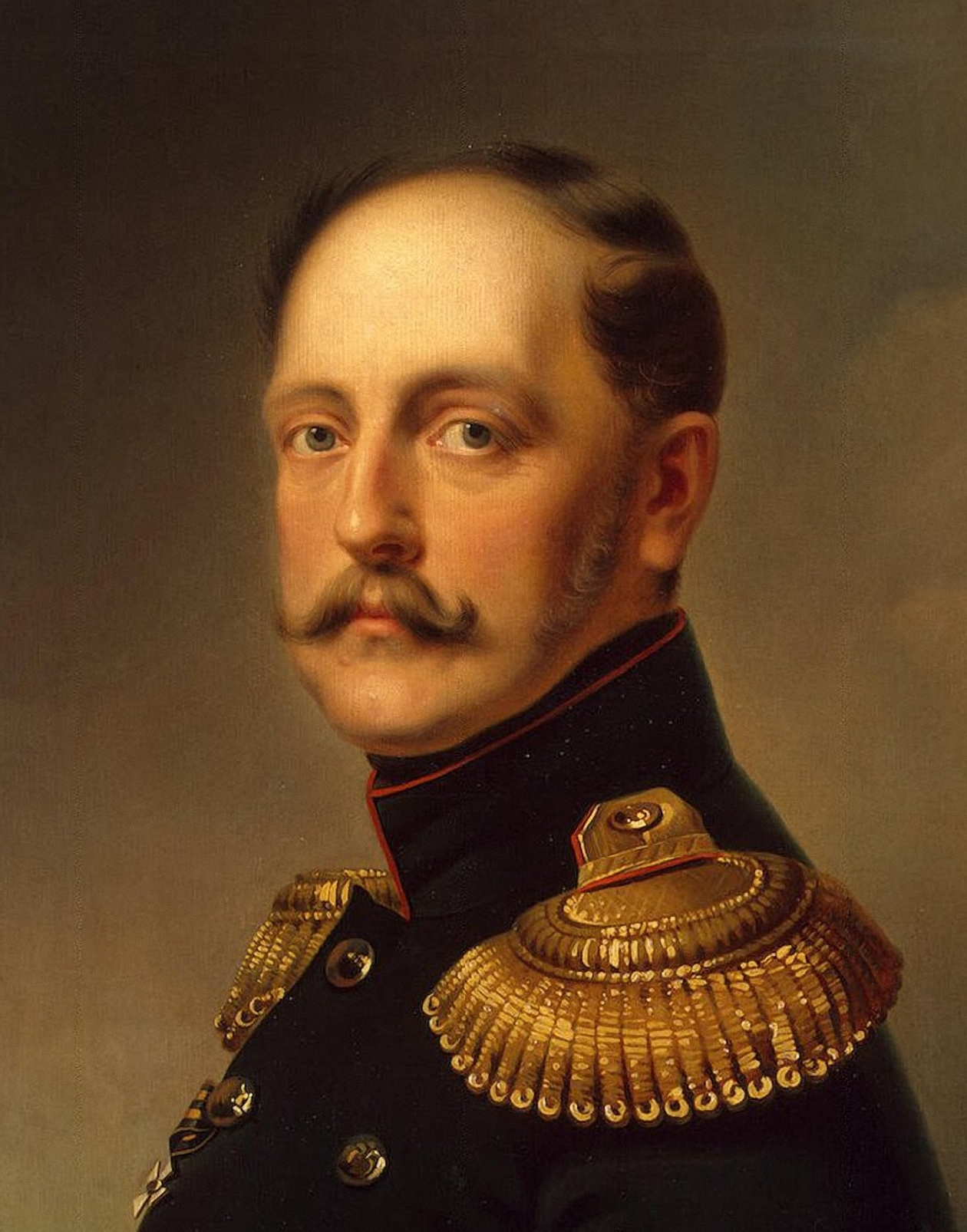
Le tsar Nicolas Ier de Russie

Tout au plus la France verrait-elle d'un bon œil une extension de la révolte en Lituanie, Volhynie, Podolie et Ukraine, qui pourrait tenir l'armée russe éloignée de la Pologne. Mais les événements ne vont pas dans ce sens. Après quelques revers au printemps de 1831, l'armée russe a repris l'offensive au début de juillet. À la fin du mois, à Paris, la discussion de l'adresse en réponse au discours du trône donne lieu à des débats enflammés au sujet de la Pologne, où quelques députés, emmenés par le baron Bignon, voudraient pousser la France à intervenir comme elle s'apprête à intervenir en Belgique. Le président du Conseil, Casimir Perier, résiste vigoureusement et obtient gain de cause : l'adresse se bornera à de vagues formules sur la question polonaise. Au § 17 du projet d'adresse, Bignon voulait introduire un amendement ainsi libellé : « Dans les paroles touchantes de V.M., la Chambre des députés aime à trouver une certitude qui lui est chère : la nationalité de la Pologne ne périra pas. » Le gouvernement présente un sous-amendement remplaçant certitude par espérance. En définitive, les députés votent le terme assurance, qui ne veut pas dire grand-chose. C'est, pour le gouvernement, une nette victoire. L'adresse est adoptée le 16 août par 282 voix contre 73.
Bientôt, les insurgés polonais ne tiennent plus que Varsovie qui, assiégée, est enlevée d'assaut par les Russes le 8 septembre 1831. Lorsque la nouvelle parvient à Paris, le 15 septembre, des manifestants s'en prennent aux ambassades de Russie et d'Autriche. Le 16, à la Chambre des députés, la gauche interpelle vivement le ministère. Sébastiani se lance dans des explications confuses dont on retiendra la formule fameuse, bien que déformée : « L'ordre règne à Varsovie ». En fait, citant une dépêche diplomatique, il avait déclaré qu'« au moment où l'on écrivait, la tranquillité régnait à Varsovie ». Un vif débat a lieu du 19 au 22 septembre, opposant François Mauguin pour l'opposition à Casimir Perier pour le ministère. François Mauguin, qui affecte une ironique politesse, a incontestablement l'avantage sur le président du Conseil, qui s'emporte avec fougue sans convaincre, mais il finit par inquiéter et lasser la majorité. En définitive, ce dernier obtient que la Chambre passe à l'ordre du jour par 221 voix contre 136. La Chambre des députés vient d'enterrer la question polonaise.
Lors d'un bal de la Cour en février 1832, La Fayette rencontre le roi et tente de parler de la Pologne. Louis-Philippe répond qu'il ne lit plus les journaux qui ne cessent de le calomnier sur la question polonaise, qu'il a été le seul souverain européen à envoyer des déclarations de soutien aux Polonais mais qu'il est roi des Français et doit veiller avant tout aux intérêts de la France : « Je considère que j'ai accompli mon devoir en protégeant mon pays du fléau de la guerre et l'Europe d'un incendie général ».
En 1836, la France, qui cherche alors à se rapprocher de l'Autriche (V. infra), refuse une nouvelle fois de prêter assistance à la Pologne lorsque les trois puissances – Russie, Autriche, Prusse – envahissent militairement la ville libre de Cracovie, que le congrès de Vienne de 1815 avait érigé en république indépendante, et qui était devenu le refuge des patriotes polonais fuyant la domination russe et un foyer permanent d'agitation révolutionnaire. Lors de la conférence de Toeplitz, à la fin de 1835, les monarques russe, autrichien et prussien ont décidé de nettoyer militairement Cracovie. Après une sommation rédigée en termes tels qu'elle est impossible à satisfaire, les trois puissances occupent la ville en février 1836. Les Russes et les Prussiens repartent aussitôt mais l'Autriche y maintient une garnison qui reste jusqu'en 1841. La France se borne à demander que l'occupation soit la plus brève possible et à offrir l'asile aux patriotes polonais. Le Royaume-Uni, isolé, ne peut rien faire.

### Les troubles en Italie

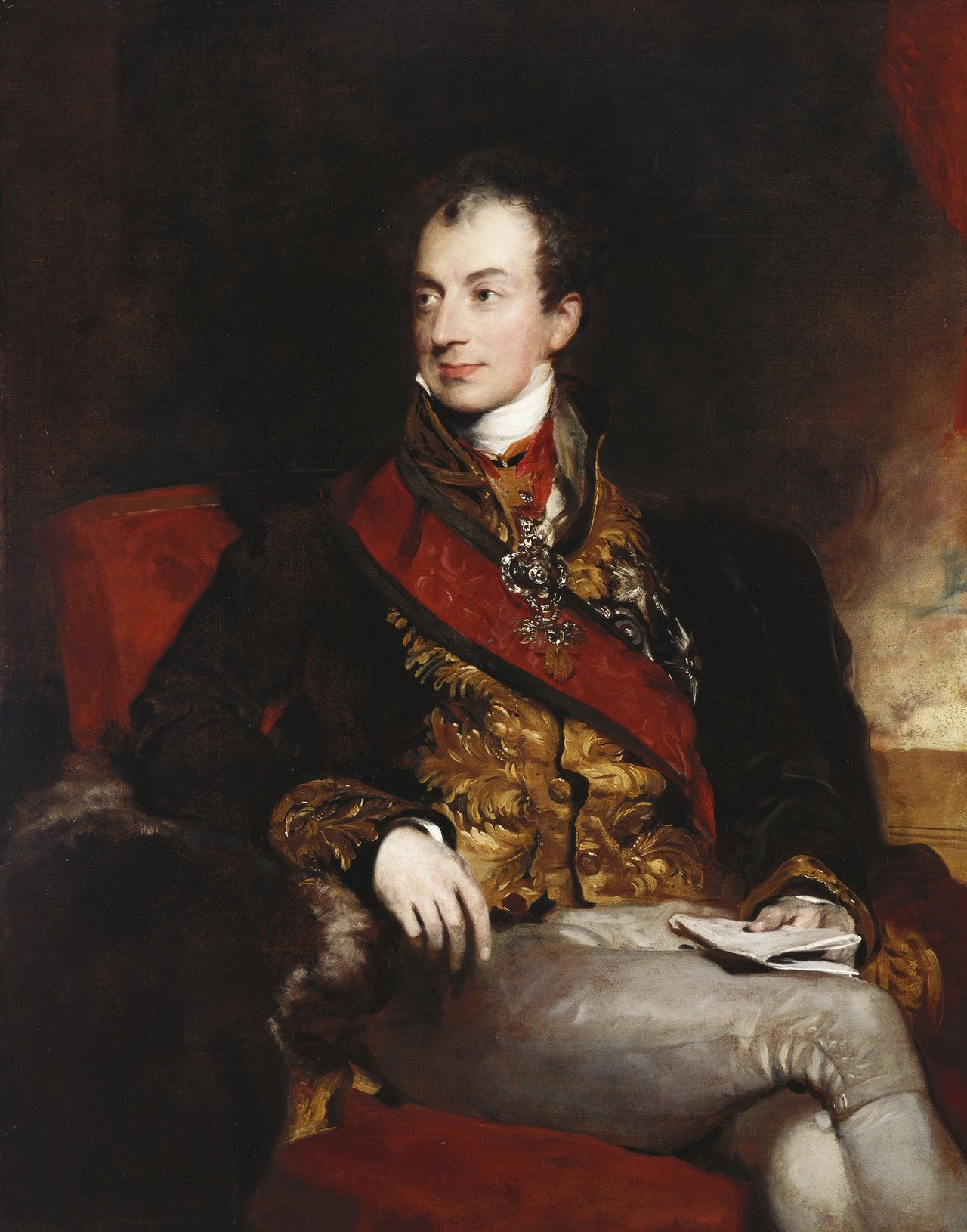
Le prince de Metternich

L'Italie est agitée par des troubles au début de 1831. Alors que le conclave vient d'élire Grégoire XVI en remplacement de Pie VIII (2 février 1831), les carbonari italiens, liés à leurs homologues français (V. Carbonarisme), déclenchent des mouvements insurrectionnels au nord des États pontificaux, à Bologne, ainsi que dans le duché de Modène, que le duc doit quitter. L'agitation gagne ensuite tout le nord des Apennins.
Le Pape, ainsi que le duc de Modène, l'archiduc François IV, et la duchesse de Parme, l'archiduchesse Marie-Louise, ex-femme de Napoléon, demandent l'aide de l'Autriche. Louis-Philippe et son gouvernement invoquent alors le « principe de non-intervention » et exigent que l'Autriche s'abstienne de toute intervention en Italie, comme la France s'en abstiendra elle-même. Mais la monarchie de Juillet est alors aux prises avec une situation intérieure troublée – Paris a été secoué par de graves émeutes les 14 et 15 février 1831 – et ses menaces peu crédibles n'empêchent pas l'armée autrichienne de franchir le Pô au début de mars.
En réalité, malgré les déclarations martiales de ses ministres, Louis-Philippe est bien aise de laisser les coudées franches à Metternich en Italie. Il n'oublie pas que, parmi les insurgés italiens, on trouve les deux fils de Louis Bonaparte, Napoléon-Louis et Louis-Napoléon. Un succès de l'un ou de l'autre en Italie ne pourrait que conforter les bonapartistes en France. Louis-Philippe n'est donc pas fâché de voir l'Autriche écraser l'insurrection italienne.

#### L'affaire d'Ancône (avril 1832)

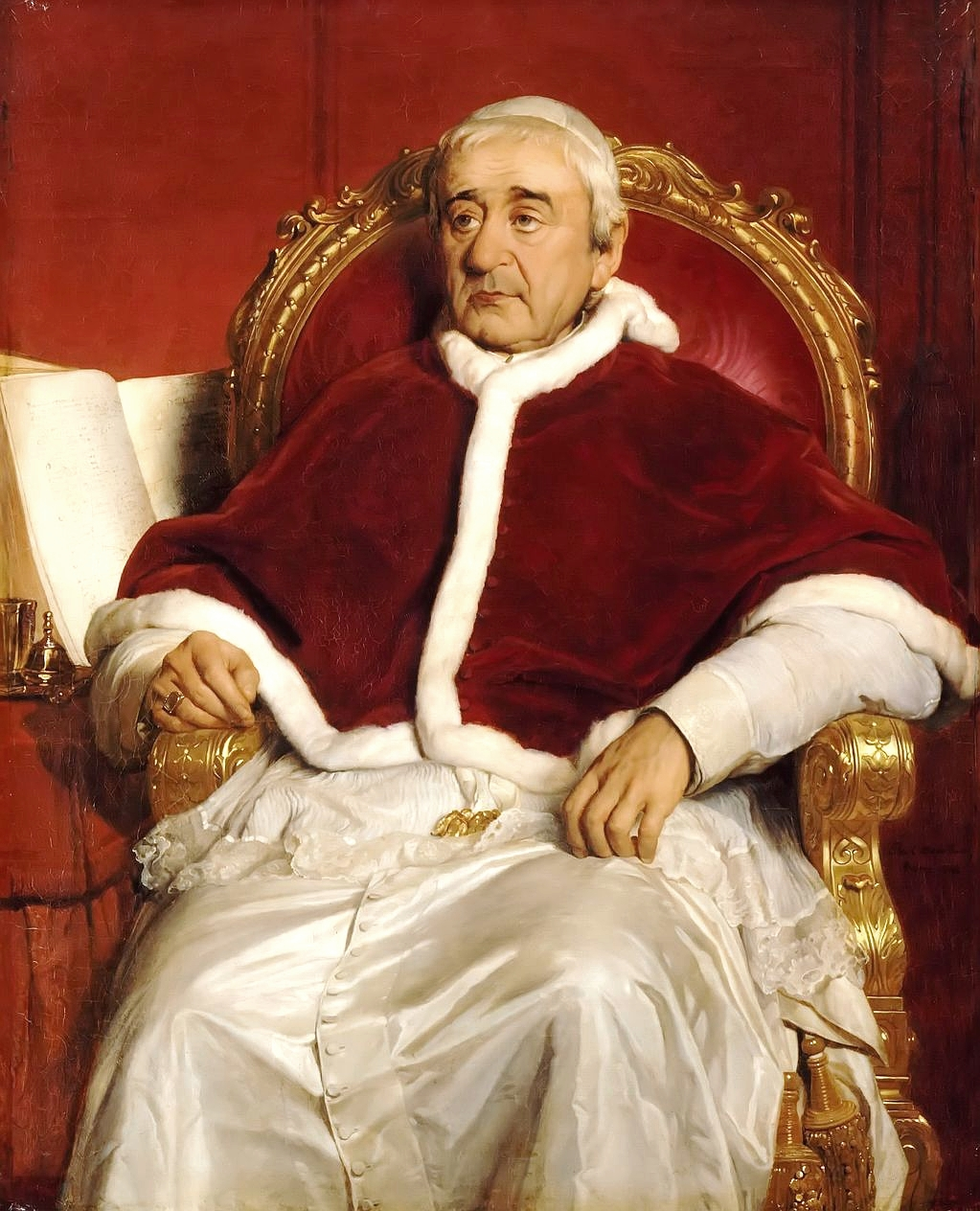
Le pape Grégoire XVI

À la fin de 1831, les troubles reprennent dans les États pontificaux : la Romagne et les Légations, situées au nord de ces États, entrent en dissidence et refusent l'accès de leur territoire aux troupes du pape. Le légat pontifical appelle alors les Autrichiens, qui occupent militairement Bologne le 28 janvier 1832.
En réaction, Casimir Perier envoie aussitôt, dès le 7 février, le vaisseau Suffren et deux frégates avec à leur bord 1 100 hommes du 66e régiment d'infanterie de ligne, qui vont se porter dans l'Adriatique devant Ancône, en plein cœur des États du pape et occupent la ville, malgré les protestations de Grégoire XVI et de Metternich. Le capitaine de vaisseau qui commande l'opération fait exécuter celle-ci avec une brutalité qui amène à se demander si les Français veulent protéger les Italiens contre les Autrichiens ou les insurgés contre les troupes pontificales.
À Paris, la gauche exulte, Guizot affirme que cette affaire démontre que la Sainte Alliance est détruite et que la France est maîtresse de sa politique, mais Louis-Philippe marque publiquement son mécontentement. Casimir Perier en profite pour affirmer clairement la doctrine française : la France ne cherche pas la guerre avec ses voisins et ne cherche pas à propager l'esprit révolutionnaire en Europe, mais elle ne peut accepter une intervention armée d'un État dans un autre ; aussi, tant que l'Autriche occupera Bologne, la France occupera-t-elle Ancône. Grégoire XVI n'a plus qu'à s'incliner et à admettre, le 17 avril, l'occupation « temporaire » d'Ancône par les troupes françaises : elle se prolongera jusqu'en 1839, date à laquelle les Autrichiens évacueront Bologne.

## La France et les puissances européennes: l'entente cordiale franco-britannique
La monarchie de Juillet est née en 1830 avec la bienveillance du Royaume-Uni, qui a reconnu rapidement le nouveau régime en tuant dans l'œuf toute velléité de réaction de la Sainte-Alliance. Cette bonne entente a ensuite été consolidée par la question de la Belgique (V. supra), qui a permis à la France et au Royaume-Uni, agissant de concert, de neutraliser la Sainte-Alliance et, pour la seconde, d'asseoir son candidat sur le trône de la nouvelle monarchie, tandis que la première obtenait l'indépendance et la neutralité de la Belgique et donnait une princesse d'Orléans pour épouse au nouveau roi des Belges.
Pourtant, ces bonnes relations ne tardent pas à s'obscurcir. Au Proche-Orient, le Royaume-Uni s'emploie à affaiblir l'influence de la France alliée du vice-roi d'Égypte, Méhémet Ali, qui commence à devenir trop puissant et trop ambitieux aux yeux de la cour de Saint-James. Le 15 avril 1834, le Royaume-Uni met la France devant le fait accompli en concluant un traité d'alliance avec l'Espagne et le Portugal sans l'en avoir informée au préalable (« La Quadruple Alliance de 1834 »). Louis-Philippe commence alors à mesurer l'inconvénient d'avoir le Royaume-Uni pour seule alliée en Europe.

### Les tentatives de rapprochement franco-autrichien (1835-1836)
Aussi fait-il des ouvertures aux puissances de la Sainte-Alliance, et au premier chef à l'Autriche, avec un double objectif : il s'agit, pour la monarchie de Juillet, de faire comprendre aux Britanniques qu'elle peut se passer d'eux ; il s'agit aussi, à plus court terme, de trouver un parti convenable pour le prince royal, qui a vingt-cinq ans en 1835, et que son père, visé par de nombreux attentats, dont celui de Fieschi en juillet 1835, souhaite marier au plus vite.
Dans ce but, tout au long de l'année 1835, la France montre une grande complaisance vis-à-vis de Metternich :
- en Pologne, où la France tolère l'invasion de Cracovie, isolant le Royaume-Uni qui ne peut que protester vainement contre la violation des résolutions du congrès de Vienne de 1815 (V. supra) ;
- en Suisse, où les Trois Glorieuses ont suscité une vague de contestation contre les constitutions cantonales oligarchiques adoptées après 1814[27] et où se sont réfugiés de nombreux révolutionnaires français, allemands, italiens, polonais, etc., la France rappelle son ambassadeur à Berne, le marquis de Rumigny, jugé trop favorable aux démocrates suisses, et le remplace en 1836 par le duc de Montebello, dont les inclinations sont opposées, ce qui satisfait évidemment l'Autriche, soucieuse d'éviter que la Confédération suisse ne devienne un foyer d'agitation révolutionnaire qui se propagerait aisément jusqu'à Vienne. Adolphe Thiers va encore plus loin puisqu'il demande à la Suisse, en avril 1836, d'expulser les réfugiés politiques et, comme la Confédération n'y met guère d'empressement[28], il lui adresse, le 18 juillet, une note comminatoire la menaçant rien moins que d'une guerre si elle ne s'exécute pas[29], à la grande satisfaction de Metternich et du ministre des Affaires étrangères de l'Empereur de Russie, Nesselrode.

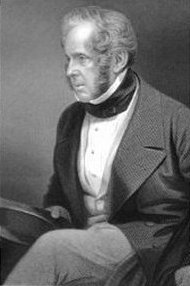
Lord Palmerston

Si la cour de Vienne finit par opposer un refus humiliant au projet de mariage du prince royal avec une archiduchesse, la politique de rapprochement avec l'Autriche atteint son but premier en ce qu'elle ramène, temporairement, le ministre des Affaires étrangères britanniques, lord Palmerston, à des sentiments plus conciliants. À la fin de 1835, le Royaume-Uni propose ainsi à la France une triple alliance franco-ottomane-britannique pour garantir le statu quo territorial en Orient. Louis-Philippe, sans repousser la proposition, y met un préalable : celui d'un règlement des différends entre la France et les États-Unis d'Amérique, car la monarchie de Juillet ne peut prendre le risque d'entrer en conflit avec la Russie en Orient si elle est également exposée à des incertitudes en Amérique. Le 8 décembre 1835, il demande donc au roi du Royaume-Uni, Guillaume IV, sa médiation vis-à-vis des États-Unis. Celle-ci permet de régler effectivement toutes les difficultés dès février 1836.

### Vers l'entente cordiale
Pourtant, les relations entre la France et le Royaume-Uni se dégradent de nouveau et demeurent très médiocres en 1837-1838, car le ministre des Affaires étrangères et chef du gouvernement, le comte Molé, est très mal vu à Londres et Palmerston lui est violemment hostile. Le refus de la France d'intervenir dans les affaires d'Espagne, contrairement au vœu du Royaume-Uni, n'arrange pas la situation.
Pour tenter de réchauffer les relations franco-britanniques, Louis-Philippe envoie le maréchal Soult comme ambassadeur extraordinaire à Londres à l'occasion du couronnement de la reine Victoria le 28 juin 1838. Même si le choix d'un maréchal d'Empire paraît déplacé à certains, il ne manque pas de prestige, et le vieux soldat reçoit un excellent accueil à Londres.
Dans l'affaire des soufres de Sicile, en 1840, Adolphe Thiers sacrifie les intérêts de sa ville natale, Marseille, pour ménager le Royaume-Uni. Le soufre est alors une matière première stratégique car il est nécessaire à la production de l'acide sulfurique, lequel permet à son tour la production de la soude par le procédé Leblanc. En Europe, le minéral ne se trouve que dans le royaume des Deux-Siciles. Or, une compagnie marseillaise a obtenu du roi Ferdinand II la concession exclusive de l'exploitation du soufre, ce qui est inacceptable pour le Royaume-Uni, dont les industries sont de grandes consommatrices de soufre. Avec l'aide de Guizot, ambassadeur à Londres depuis le début de l'année, Thiers conclut avec le Royaume-Uni, le 7 juillet un accord qui comporte le retrait de la concession de la compagnie marseillaise.

## Les mariages espagnols

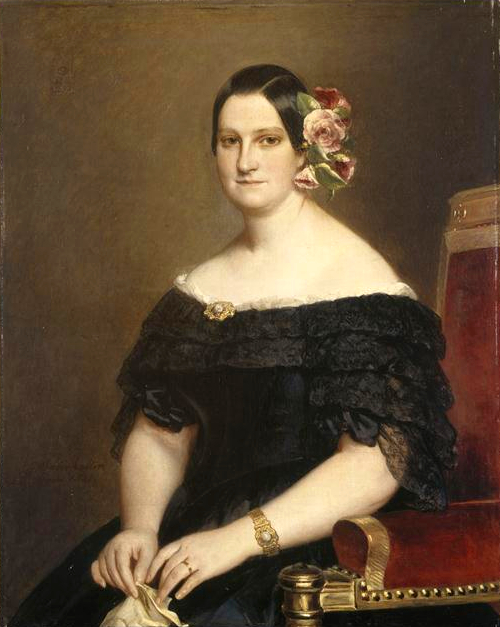
La reine-régente Marie-Christine, portrait par Franz Xaver Winterhalter, Paris, 1841

Lorsque le roi d'Espagne, Ferdinand VII, meurt le 20 septembre 1833, il transmet la couronne à l'infante Isabelle, l'aînée des deux filles nées de son quatrième mariage avec Marie-Christine de Bourbon-Siciles, fille du roi François Ier des Deux-Siciles. Isabelle, qui n'est alors âgée que de trois ans, est donc proclamée reine d'Espagne sous le nom d'Isabelle II, sous la régence de sa mère, la reine Marie-Christine.
Afin de permettre cette succession en ligne féminine, Ferdinand VII a aboli la loi salique, qui avait été importée en Espagne par les Bourbons au début du XVIIIe siècle. Mais la régularité de cette opération est contestée par le premier des frères de Ferdinand VII, dom Carlos, comte de Molina, qui revendique la couronne d'Espagne pour lui-même et prend la tête d'un mouvement de dissidence, à l'origine du « carlisme » espagnol.

### Une situation embarrassante pour la monarchie de Juillet
Les troubles en Espagne sont un grave sujet d'embarras pour Louis-Philippe : 
- En effet, d'une part, pour la France, le maintien de la couronne d'Espagne dans la descendance masculine de Louis XIV est considéré, depuis la paix d'Utrecht de 1713, comme une indispensable garantie de la frontière pyrénéenne. Or, admettre la possibilité d'une transmission féminine de la couronne d'Espagne impliquerait d'accepter qu'à la faveur du mariage d'Isabelle II, une maison souveraine peu sympathique à la France puisse s'installer à Madrid.
- Mais, d'autre part, le prétendant carliste, le comte de Molina, est le héraut du parti absolutiste, qui a partie liée avec Charles X et ses partisans légitimistes français et qui est soutenu par toutes les monarchies absolues d'Europe, à commencer par l'Autriche, tandis que la régente Marie-Christine, qui est d'ailleurs la nièce de la reine Marie-Amélie, est libérale. Installer dom Carlos sur le trône d'Espagne ce serait mettre en place, au Sud des Pyrénées, une base légitimiste qui constituerait, à tout le moins, un foyer d'agitation permanente contre la monarchie de Juillet.

Louis-Philippe, à l'instar du gouvernement britannique, a donc reconnu Isabelle II, mais cette décision pose, à terme, la question de son établissement matrimonial.

### La Quadruple Alliance de 1834
La régente Marie-Christine considère comme de son intérêt d'éliminer définitivement l'usurpateur dom Miguel au Portugal en consolidant le trône de dom Pedro : tenant, comme dom Carlos, de l'absolutisme, dom Miguel pourrait en effet offrir une base arrière aux carlistes espagnols.
Sous l'égide du Royaume-Uni, et à l'insu de la France, le gouvernement espagnol négocie donc l'envoi d'une aide militaire au gouvernement portugais, ce qui aboutit à la conclusion, le 15 avril 1834, d'un traité de Triple Alliance entre l'Espagne, le Portugal et le Royaume-Uni.
Lorsque la France est mise devant le fait accompli, Talleyrand proteste vivement auprès du ministre des Affaires étrangères britannique, Palmerston. Celui-ci offre alors à la monarchie de Juillet d'adhérer au traité : la Quadruple Alliance est donc signée le 22 avril 1834.
Si ce traité sauve les apparences, il place en réalité la France en position d'infériorité. En effet, si le Royaume-Uni promet le concours de sa force navale à Marie II de Portugal contre dom Miguel et à Isabelle II d'Espagne contre dom Carlos, la France, pour sa part, dans l'hypothèse où son concours militaire serait requis, s'engage « à faire à cet égard ce qui serait arrêté, d'un commun accord, entre elle et ses trois alliés ».

### La question d'une intervention militaire en Espagne
Bientôt, l'Espagne, confrontée à la rébellion carliste, sombre dans la guerre civile. En mai 1835, la reine régente et son gouvernement s'appuient sur le traité de Quadruple Alliance pour demander l'aide militaire du Royaume-Uni et de la France : si Thiers s'y déclare favorable, Louis-Philippe et le duc de Broglie, ministre des Affaires étrangères et président du Conseil, tout comme le ministre britannique Palmerston, s'y opposent.
Devant la dégradation continue de la situation en Espagne, Palmerston change de position et suggère, en mars 1836, une intervention conjointe, du Royaume-Uni par la mer et de la France par la terre. Louis-Philippe, pour ne pas déplaire à l'Autriche (V. supra), s'y oppose à nouveau, cette fois avec l'appui de Thiers.
Vers la fin du printemps de 1836, toutefois, le gouvernement français commence à envisager favorablement une intervention militaire en Espagne. Une légion de volontaires, recrutée dans l'armée française et commandée par des officiers français avec à leur tête le général Lebeau, est formée à cet effet et stationnée à Pau. Le 13 août, au lendemain du pronunciamiento de la Granja, qui contraint la reine régente à accepter la Constitution libérale de 1812, le général Lebeau se croit autorisé à annoncer l'intervention imminente de la légion en Espagne. Il a l'aval de Thiers, alors président du Conseil, qui veut se venger du refus opposé par l'Autriche à la proposition de mariage du duc d'Orléans (Voir supra) et redresser sa popularité passablement entamée. Mais Thiers se heurte à Louis-Philippe, viscéralement hostile à une intervention militaire dans la péninsule ibérique, et conforté dans son refus par Talleyrand et par Soult, qui en a fait l'expérience malheureuse sous l'Empire.
Cet épisode entraîne la démission de Thiers, le 16 août. Le 24 août, le roi fait publier dans Le Moniteur un rectificatif aux déclarations du général Lebeau : « Le général Lebeau a été autorisé par le roi à passer au service de la reine d'Espagne, mais le roi n'a eu aucune part à la nomination de cet officier général à ce commandement. » D'ailleurs, à la fin du mois d'août, Louis-Philippe demande la dissolution de la légion du général Lebeau, mais le gouvernement (alors démissionnaire de fait) s'y oppose.
La question de l'intervention militaire en Espagne est relancée lors du débat sur l'Adresse qui a lieu devant la Chambre des députés au début de 1838. Dans son discours du trône du 18 décembre 1837, Louis-Philippe a utilisé à ce sujet la formule : « Je continue à exécuter fidèlement les clauses du traité de la Quadruple Alliance. » Aussi les doctrinaires, inspirés par Guizot, proposent-ils de remplacer la formule du projet d'adresse « en exécutant fidèlement le traité de la Quadruple Alliance » par une formule qui reprend celle du roi et donne un satisfecit implicite au refus d'intervenir en Espagne : « en continuant d'exécuter fidèlement... ». Louis-Philippe insiste auprès du chef du gouvernement, le comte Molé pour qu'il obtienne le vote de cet amendement. Malgré les attaques de Thiers, l'adresse est adoptée ainsi amendée le 13 janvier : la politique de non-intervention reçoit donc l'approbation des députés. Elle suscite toutefois des tensions avec le Royaume-Uni, d'autant que celle-ci soutient les radicaux menés par le général Espartero, tandis que la France appuie les constitutionnels.

## La question d'Orient
En Orient, le sultan Mahmoud II cherche à restaurer la puissance de l'Empire ottoman, ébranlée par l'indépendance de la Grèce, mais il se heurte aux ambitions du pacha d'Égypte, Méhémet Ali, soutenu par la France dans sa politique de modernisation du pays.
En 1832, Méhémet Ali envoie son fils adoptif, Ibrahim Pacha, conquérir la Syrie. La victoire de Konya, le 21 décembre 1832, ouvre à ses troupes la route de Constantinople. Mahmoud II fait alors appel à l'assistance de l'empereur de Russie : les troupes russes débarquent à Constantinople en février 1833, ce qui est inacceptable pour la France et pour le Royaume-Uni.
Pour obtenir le départ des Russes, les deux pays imposent au sultan le traité de Koutaieh, signé le 8 avril 1833, qui reconnaît à Méhémet Ali le pachalik héréditaire d'Égypte et lui concède la souveraineté de la Syrie à titre viager. Mais la Russie, avant de retirer ses troupes, contraint le sultan à signer le traité d'Unkiar-Skelessi du 8 juillet 1833, qui confère à la Russie une sorte de protectorat militaire sur l'Empire ottoman et lui assure ainsi une position prédominante sur tout l'Orient méditerranéen.
Dès lors, la France et le Royaume-Uni sont alliées pour combattre les prétentions russes sur le Bosphore, mais elles sont opposées en Égypte et au Proche-Orient, où le Royaume-Uni va désormais s'attacher à réduire l'influence française.
Entre 1833 et 1839, un calme apparent règne néanmoins en Orient. En 1839, Mahmoud II lance son armée en Syrie, mais elle est décimée par Ibrahim Pacha à Nézib le 24 juin. Une semaine plus tard, le sultan meurt et le capitan-pacha (amiral de la flotte), fait voile avec la flotte jusqu'à Alexandrie et livre les navires ottomans à Méhémet Ali. Pour l'Égypte, le moment semble propice pour obtenir une souveraineté héréditaire sur la Syrie et constituer un grand Empire arabe.
Le Royaume-Uni prend aussitôt parti pour le maintien de l'intégrité de l'Empire ottoman qu'elle affirme vouloir défendre aussi bien contre l'éventualité d'un Empire arabe, au sud qui, avec l'appui de la France, contrôlerait la route des Indes, que contre l'Empire russe, au nord, qui aimerait bien mettre la main sur les Détroits pour permettre à sa flotte d'aller et venir à sa guise en Méditerranée. L'Autriche, de son côté, ennemie séculaire des Turcs, voit d'un bon œil la décomposition de l'Empire ottoman à condition qu'elle ne profite pas à la Russie.
La situation est d'autant plus complexe que la France et le Royaume-Uni, alliées en Espagne, sont objectivement opposées en Orient, tandis que la Russie, qui pourrait aisément s'entendre avec la France en Orient, en est prévenue par l'hostilité de Nicolas Ier vis-à-vis de la monarchie de Juillet et ne se voit pas renouer avec une alliance franco-russe contre le Royaume-Uni. Le tsar va donc s'efforcer d'attiser la rivalité entre la France et le Royaume-Uni dans l'espoir d'en tirer profit et de punir la France pour ses libertés avec le principe de légitimité.
En France, Louis-Philippe ne peut imaginer s'allier avec l'autocrate russe et cherche donc, par tous les moyens, à préserver son alliance avec le Royaume-Uni. Il croit en outre Méhémet-Ali invincible, et est persuadé qu'il parviendra à ses fins quoi que fassent les puissances européennes. Il se satisfait donc du principe adopté par les puissances dès le début de la crise, sur la proposition de l'Autriche, d'une concertation entre les parties prenantes : celle-ci offre l'avantage, pour la France, de préserver les relations avec le Royaume-Uni qui, de son côté, y voit l'avantage d'isoler la Russie.
Dès son retour au pouvoir au début de 1840, Thiers cherche à parvenir à un accord entre les Turcs et les Égyptiens sous l'égide de la France, en laissant de côté les autres puissances qui seraient mises devant le fait accompli, tandis que Palmerston, de son côté, négocie secrètement un accord entre les quatre puissances écartant la France et qui mettrait l'Égypte devant le fait accompli. Malgré les avertissements du nouvel ambassadeur à Londres, Guizot, qui soupçonne « quelque coup fourré et soudain », Thiers cherche à conclure rapidement l'accord à la faveur d'une révolution de palais qui renverse le grand vizir Kosrev Pacha, qui était le principal obstacle. Mais Palmerston, informé de toutes ces tractations, conclut le 15 juillet un traité entre les quatre puissances, qui règle sans la France la question d'Orient.
Le traité confirme à Méhémet-Ali la souveraineté héréditaire sur l'Égypte. Il reçoit en outre, mais à titre viager, le pachalik d'Acre – et non plus la Syrie tout entière – à la condition d'accepter l'accord dans les 10 jours suivant sa notification. À défaut, l'offre est réduite à l'Égypte seule. Si cette nouvelle proposition n'est pas acceptée formellement dans les 10 jours, le sultan recouvre sa souveraineté et peut, par suite, destituer le pacha rebelle, avec l'aide militaire des quatre puissances.
L'annonce de la conclusion de ce traité suscite en France une très vive colère et porte à son comble l'exaltation patriotique. Les fils aînés du roi – Orléans, Nemours, Joinville – ne verraient pas d'un mauvais œil une guerre qui serait l'occasion de nouveaux exploits militaires. Louis-Philippe fait mine de suivre l'opinion, tout en ayant bien l'intention de ne pas se laisser pousser à la guerre.
Tout en prenant des mesures belliqueuses – mobilisation des soldats des classes 1836 à 1839 (29 juillet), début des travaux des fortifications de Paris (13 septembre) – Thiers conseille à Méhémet-Ali de se montrer conciliant. Mais, au lieu de répondre aux ouvertures qui lui sont faites, Palmerston passe à l'offensive et, le 2 octobre, la flotte britannique bombarde et prend Beyrouth sans qu'Ibrahim Pacha réagisse. Aussitôt, le sultan prononce la déchéance de Méhémet-Ali. Pour la France, c'est une nouvelle humiliation.
Au terme de longues tractations entre le roi et Thiers, un compromis est trouvé le 7 octobre : la France renoncera à soutenir les prétentions de Méhémet-Ali sur la Syrie mais déclarera aux puissances européennes qu'elle ne permettra pas qu'il soit touché à l'Égypte. Ces principes sont consignés dans une note datée du 8 octobre adressée aux quatre puissances signataires du traité du 15 juillet. Le Royaume-Uni doit en définitive reconnaître la souveraineté héréditaire de Méhémet-Ali sur l'Égypte et renoncer à la déchéance organisée par ce traité. La France a obtenu le retour à la situation de 1832.
Sur cette base, les négociations entre les puissances vont aboutir à la Convention des Détroits, signée à Londres le 13 juillet 1841, entre les cinq puissances européennes, dont la France cette fois. Cette convention interdit l'accès des Détroits à tous les navires de guerre étrangers mais garantit à Méhémet-Ali le pachalik héréditaire sur l'Égypte. Le Royaume-Uni est ainsi parvenue à écarter à la fois la Russie du Bosphore et l'Égypte de l'Oronte.

### Sources
- Guy Antonetti, Louis-Philippe, Paris, Arthème Fayard, 2002, 992 p. (ISBN 2-213-59222-5).

## Liens
- Monarchie de Juillet
- Politique extérieure française de 1814 à 1914